# Замок Колоссі

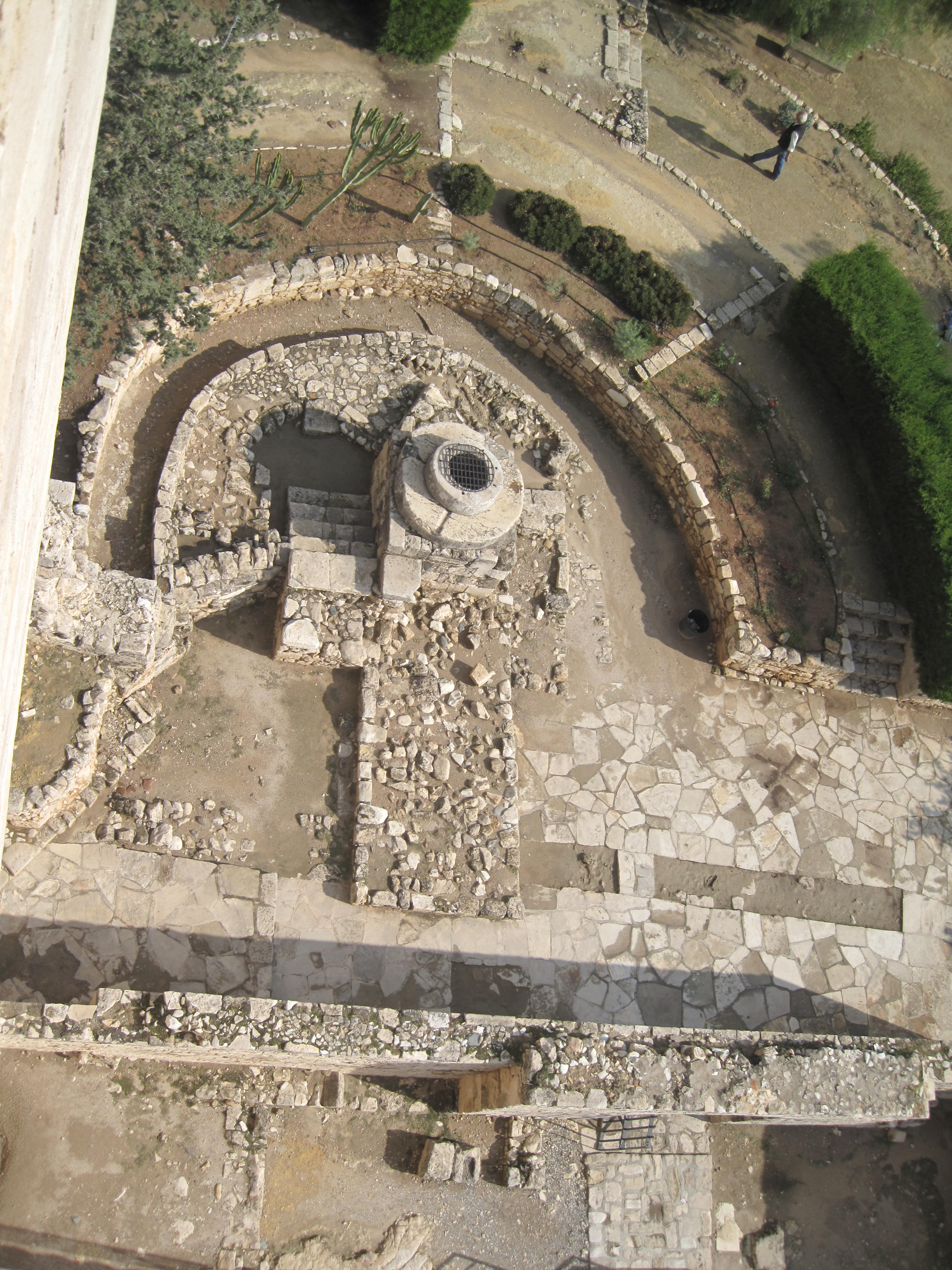

Замок Колоссі — середньовічний замок на південному березі  Кіпру в 10 км на захід від Лімасола.

## Історія
Побудований на початку XIII століття  королем Кіпру  Гуго I де Лузіньяном.
У 1291 став центром облаштованих на острові  лицарів-госпітальєрів Єрусалимського ордена святого Іоанна. Крім іншого, госпітальєри займалися вирощуванням тут  цукрової тростини (колишній цукровий завод розташований в безпосередній близькості від замку) і винограду. Саме звідси пішло знамените кіпрське вино «Коммандарія».
У XIV столітті на кілька років перейшов у володіння лицарського ордена  тамплієрів.
Є масивною квадратне триповерховою спорудою, складеною з блоків вапняку жовтуватого кольору, що є прекрасним прикладом середньовічної військової архітектури.
У 1454 керуючий, Луї де Маньяк, перебудував замок, надавши йому сучасного вигляду. Головна башта замку — триповерхова квадратна башта донжон — досягає майже 22 метрів у висоту, товщина її стін становить більше 2,5 метрів. Вхід у донжон знаходиться на другому поверсі, в центральній частині південної стіни. На третьому поверсі знаходилися покої командора, а на даху замку — наглядова майданчик, з якого і сьогодні можна оглянути околиці. У підвальних приміщеннях були споруджені колодязі.